# Alastair Gordon (wioślarz)
Alastair Gordon (ur. 8 grudnia 1976 w Sydney) – australijski wioślarz. Srebrny medalista olimpijski z Sydney.
Zawody w 2000 były jego jedynymi igrzyskami olimpijskimi. Zajął drugie miejsce w ósemce. Wspólnie z nim płynęli Christian Ryan, Mike McKay, Nick Porzig, Robert Jahrling, Stuart Welch, Daniel Burke, Jaime Fernandez i Brett Hayman. W 1997 był brązowym medalistą mistrzostw świata w ósemce